# شگ‌ماهی شکم‌بزرگ
شگ ماهی شکم بزرگ Caspialosa Caspia ( Eichw) 
بدن این ماهی خیلی پهن یا بلند است، طول بدن 20-15 سانتیمتر و ندرتاً" 30 سانتیمتر هم می‌رسند، شکم این ماهی برآمده‌است و به همین علت بزبان محلی درگیلان آن را شگ ماهی شکمه دار می نامند .محل انتشار آن تمام دریای خزر می‌باشد، گوشت این ماهی خیلی چرب دارد ( 10-9 % )، شگ ماهی شکم دار اهمیت شلاتی دارد .